# Atlantoraja cyclophora
Atlantoraja cyclophora — вид хрящевых рыб рода Atlantoraja семейства Arhynchobatidae отряда скатообразных. Обитают в тропических водах юго-западной части Атлантического океана между 20° ю .ш и 40° ю. ш. Встречаются на глубине до 300 м. Их крупные, уплощённые грудные плавники образуют округлый диск со треугольным рылом. Максимальная зарегистрированная длина 78,9 см. Яйцекладущий вид. Не являются объектом целевого промысла.

## Таксономия
Впервые вид был научно описан в 1903 году как Raja cyclophora. Название вида происходит слов лат. circum — «круг» и греч. φορούν — «носить».

## Ареал
Эти скаты обитают у восточного побережья Южной Америки в водах Аргентины, Бразилии и Уругвая. Встречаются на континентальном шельфе на глубине от 50 до 300 м.

## Описание
Широкие и плоские грудные плавники этих скатов образуют ромбовидный диск с широким треугольным рылом. На вентральной стороне диска расположены 5 жаберных щелей, ноздри и рот. На тонком хвосте имеются латеральные складки. У этих скатов 2 редуцированных спинных плавника и редуцированный хвостовой плавник. На грудных плавниках расположены характерные тёмные отметины в виде небольших концентрических кругов. У самцов в отличие от самок край диска между рылом и концом грудных плавников вогнут. Самки в целом массивнее самцов. Максимальная зарегистрированная длина 78,9 см.

## Биология
Эмбрионы питаются исключительно желтком. Эти скаты откладывают яйца, заключённые в роговую капсулу с твёрдыми «рожками» на концах. Самцы и самки достигают половой зрелости при длине 47 см и 53 см, соответственно. Они способны размножаться круглый год.
Рацион состоит из ракообразных (креветок, бокоплавов и крабов), полихет и костистых рыб.
На этих скатах паразитируют моногенеи Calicotyle similis и пиявки Stibarobdella moorei.

## Взаимодействие с человеком
Эти скаты не являются объектом целевого лова. Они попадаются в качестве прилова при глубоководном тралении. В ареале ведётся интенсивный промысел. В Аргентине и Уругвае объем биомассы, полученной в ходе исследовательского траления, за период с 1994 по 1999 годы сократился на 75 %. Международный союз охраны природы присвоил этому виду охранный статус «Уязвимый».